# مقاطعة كونيني
كونيني هـي أحد مقاطعات أنغولا تقع في الجنوب الغربي لها، يقدر عدد سكانها بحوالي 956 ألف نسمة وتتربع على مساحة قدرها 87.324 كم2 وعاصمتها هـي المدينة أونجيفا، وتحتوي على المتنزه الوطنـي «موبـا».

## الموقع الجغرافي
تقع المحافظة في الجنوب الغربي من البلاد وتحدها من الجنوب ناميبيا ومن الغرب مقاطعة ناميبي ومن الشمال مقاطعة هويلا ومن الشرق مقاطعة كواندو كوبانغو.

## المحافظات
تنقسـم مقاطعة كونيني إلى 6 محافظات هـي:
- كهاما
- كوانهاما
- كوروكا
- كوفيلاي
- ناماكوندي
- أومباجـا

## البلديات
وتنقسم إلـى 28 بلدية هي:
| - بانغولا - كاسيتي - كاستيلوس - شيتادو - إيفال - هومبي - كافيما | - كاهاما - كالونغا - كوفاتي - كوفيلاي - مونغـا - موكوبي - موبا | - ناماكوندي - نوليلا - أومبالا يو مانغو - أونجيفا - أوكسيمولو - شييدي - كسانغونغو | - نيهوني كافيما - إيفال - سيمبورو - يوندي - كساغونغو - أونسيكوا - أوتينجو |

## روابط خارجية
- الموقـع الرسمـي
- معلومات عـن المقاطعة في موقع إينفـو أنغولا